# Liptovský Mikuláš
Liptovský Mikuláš (in slovacco conosciuta come Liptovský Svätý Mikuláš prima del 1950; in tedesco Liptau-Sankt-Nikolaus, in ungherese Liptószentmiklós) è una città della Slovacchia, capoluogo del distretto omonimo, nella regione di Žilina. La città sorge sulle sponde del Váh ad un'altitudine collinare, ed è collocata fra i Bassi Tatra e gli Alti Tatra.

## Storia
Un insediamento urbano presso Liptovský Mikuláš viene menzionato per la prima volta negli atti del re Ladislao IV d'Ungheria risalenti al 1286. Il primo scritto descrive la chiesa dedicata a san Nicola (svätý Mikuláš, in slovacco), attorno alla quale la città verrà ufficialmente fondata nel 1299.
Città dedita all'artigianato, fu sede di numerose gilde, la prima delle quali, quella dei calzolai, vi si insediò nel 1508.
La città è inoltre ricordata per il suo castello, ove fu imprigionato Juraj Jánošík.
Soprattutto a partire dal XIX secolo la città fu un centro importante della cultura slovacca. Protagonisti della vita culturale di Liptovský Mikuláš furono Gašpar Fejérpataky-Belopotocký (nato a Paludza nel 1794), che istituì in città la prima biblioteca a prestito della Slovacchia e promosse il teatro dilettantistico: in suo onore si svolge ogni anno la rassegna teatrale Belopotockého Mikuláš; il pittore Jozef Božetech Klemens (nato nel 1817); il compositore Ján Levoslav Bella (nato nel 1843); l'editore Samuel Fischer (nato nel 1859); Aurel Stodola, anche'egli nato nel 1859, multiforme personalità di ingegnere, fisico ed inventore; Slavoljub Eduard Penkala (nato nel 1871), ingegnere e inventore; il politico Martin Rázus, nato a Vrbica nel 1888; Ivan Stodola, nato nel 1888, scrittore, drammaturgo, medico; il poeta Janko Kráľ; il pittore e scrittore Janko Alexy (nato nel 1894); il pittore Koloman Sokol, nato nel 1902; Ladislav Hanus, filosofo, teologo, nato nel 1907 e Pavol Strauss, nato nel 1912, medico, filosofo, scrittore di prosa e poesia, saggista e traduttore.
Nel 2003 è stato siglato un patto d'amicizia con la città francese di Annecy.
Oggi la città è un luogo d'attrazione turistica.

## Galleria d'immagini

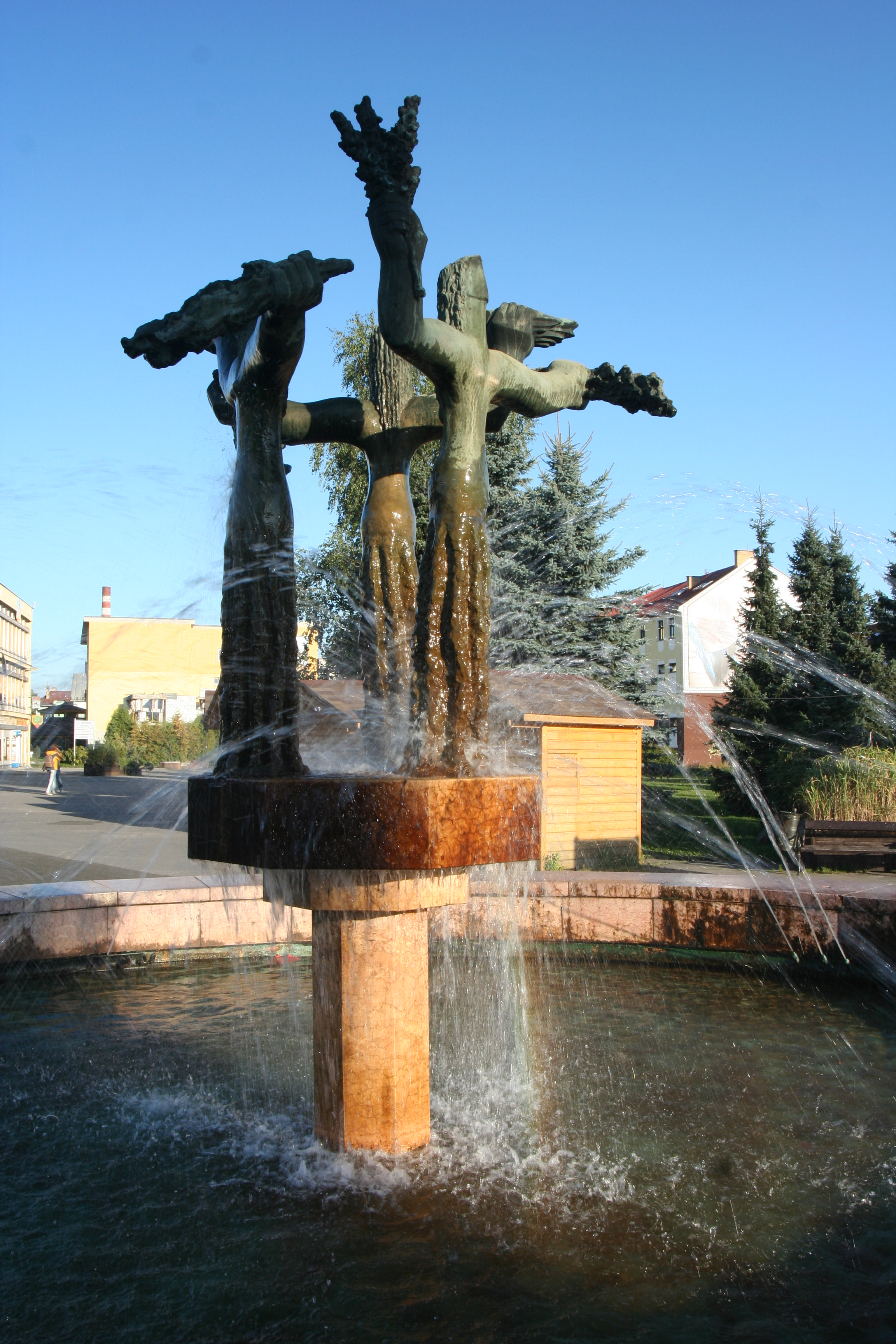
Fontana
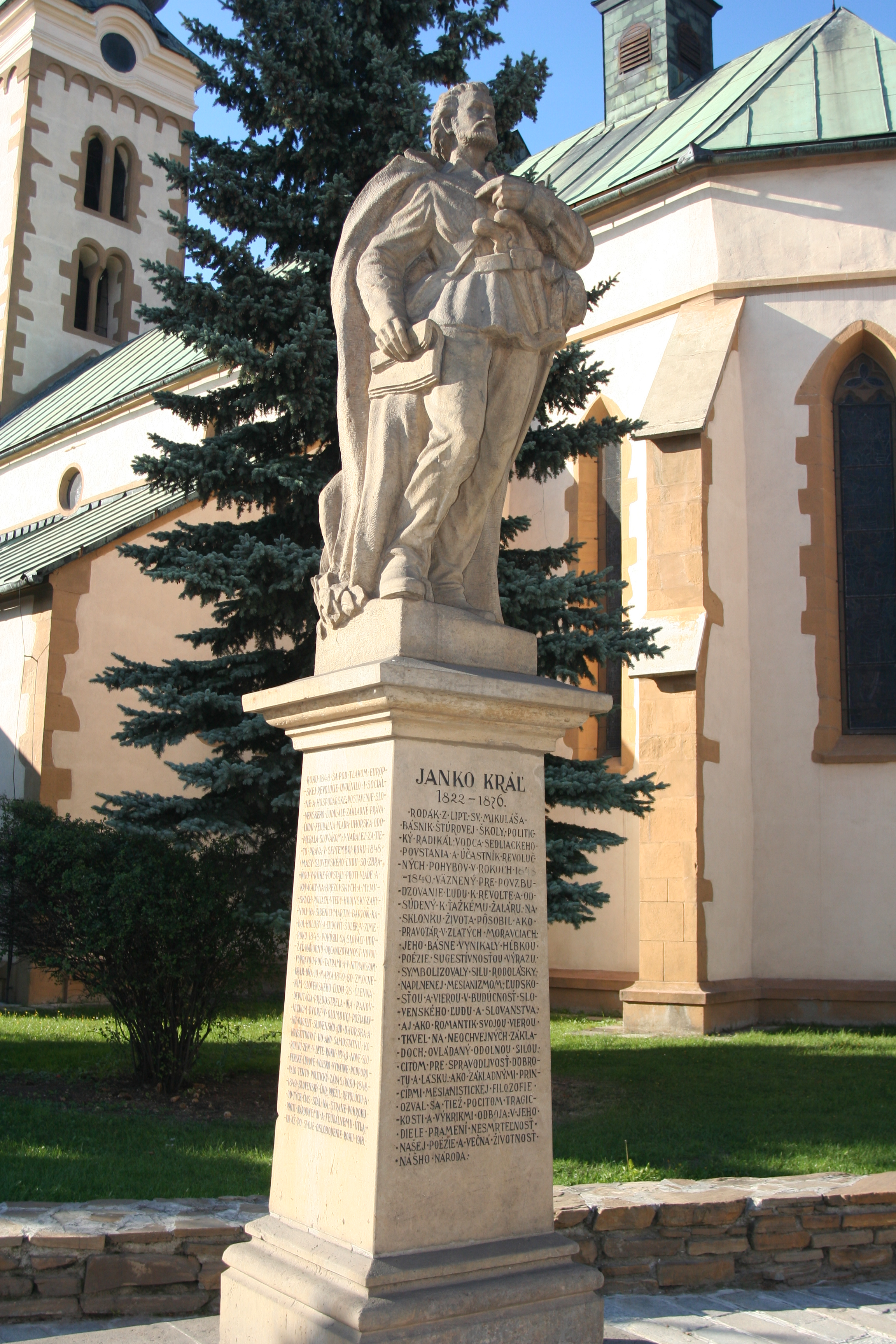
Monumento a Janko Kráľ
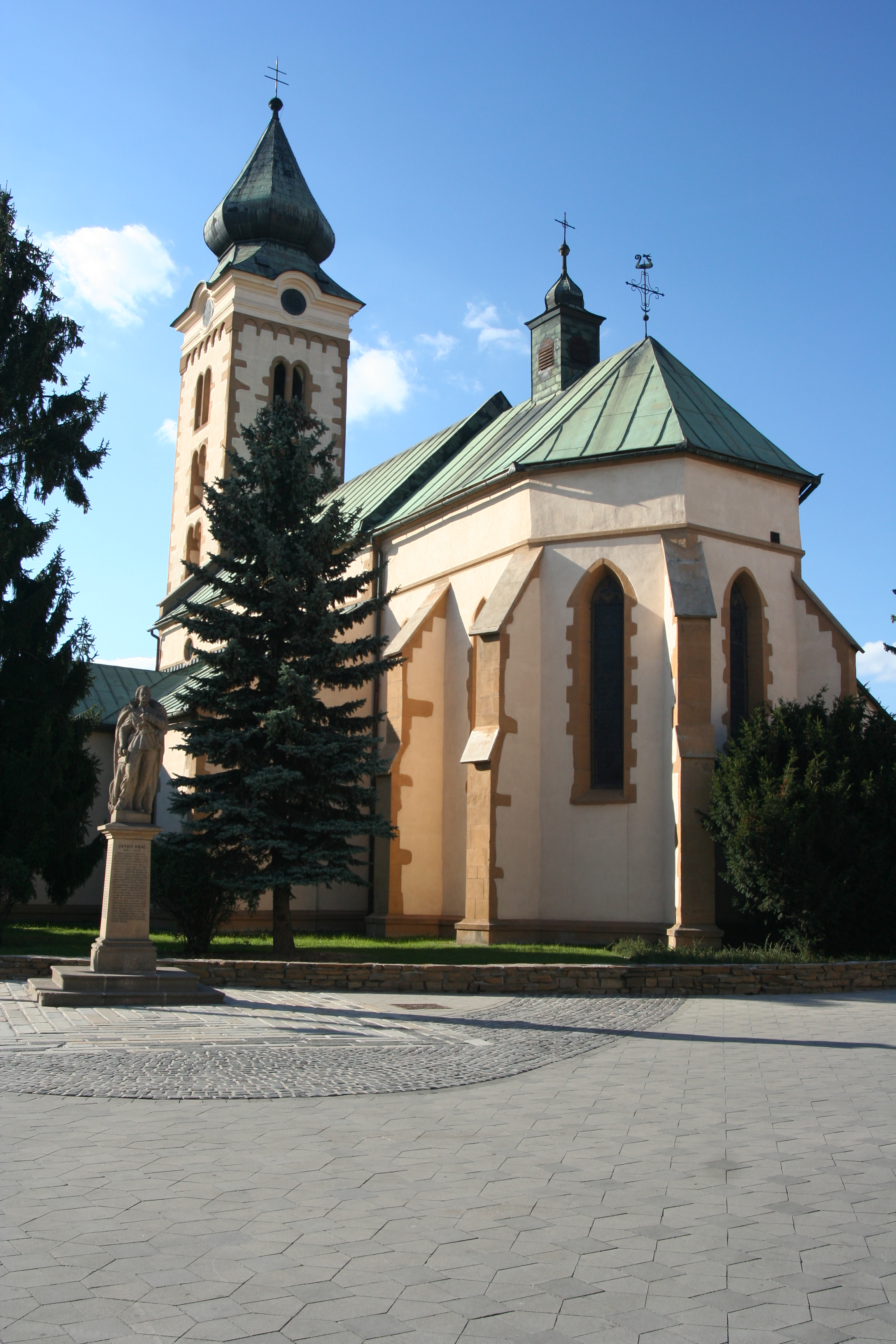
Chiesa di san Nicola
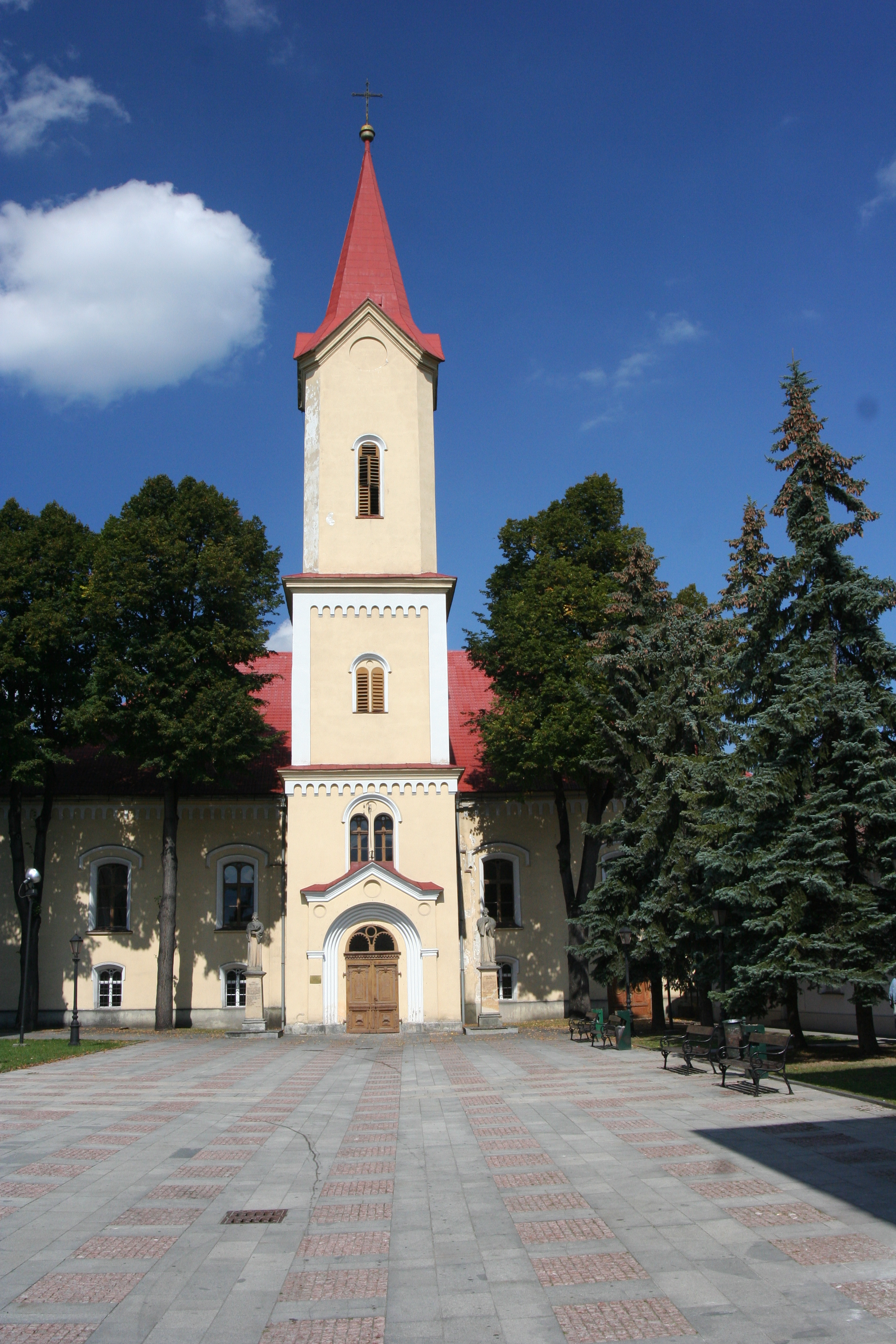
Chiesa evangelica